# 特拉普施塔特
特拉普施塔特是德国巴伐利亚州的一个市镇。总面积25.80平方公里，总人口1011人，其中男性542人，女性469人（2011年12月31日），人口密度39人/平方公里。